# Giardini botanici di Singapore
I Giardini botanici di Singapore (in cinese:新加坡植物园, Xīnjiāpō zhíwùyuán; in malese: Taman Botanik Singapura o Kebun Botani Singapura; in inglese Singapore Botanic Gardens) sono un parco botanico che si estende su 74 ettari nella città di Singapore. Sono aperti e visitabili gratuitamente dal pubblico ogni giorno dell'anno dalle 5 del mattino a mezzanotte.
Nel 2012 sono stati visitati da più di quattro milioni di persone.

## Storia dei giardini
I primi giardini botanici di Singapore furono voluti e realizzati nel 1822 da Sir Stamford Raffles, universalmente riconosciuto come il fondatore dell'odierna Singapore, che subito dopo il suo arrivo nella zona realizzò un orto botanico a Fort Cunning che, nelle sue intenzioni, avrebbe dovuto ospitare coltivazioni di cacao e di noce moscata. Tuttavia la mancanza di fondi non permise di sviluppare l'idea iniziale e i giardini, prima abbandonati, vennero chiusi dopo la morte dell'inglese nel 1829.
I giardini furono trasferiti nel luogo ove si trovano adesso nel 1859 ed erano intesi come un parco per il tempo libero dove la Società che li aveva creati organizzava mostre floreali e ortocolturali. Nel 1874 la Società cedette la manutenzione dei giardini al Governo di Singapore che trasformò l'attività dell'orto assumendo botanici e orticoltori che amministrassero il parco.
Il primo periodo di ricchezza del parco coincide con l'arrivo del primo direttore, il botanico inglese Henry Nicholas Ridley: in carica dal 1888 al 1911, Ridley credeva fortemente nel successo delle piantagioni di alberi della gomma, di cui aveva affinato le tecniche di raccolta, e promosse con insistenza l'attività di estrazione industriale del lattice presso i proprietari terrieri malesi, che invece preferivano coltivare caffè. Il velocissimo sviluppo delle automobili e la conseguente grandissima richiesta di gomma per gli pneumatici diede un impulso straordinario alla coltivazione della gomma; Ridley, che aveva trasformato le foreste e i terreni incolti intorno ai giardini botanici in vivai di Hevea brasiliensis, sviluppò una grande ricchezza a favore dei Giardini, i cui alberi della gomma avevano prodotto grandi quantità di semenze che furono l'origine del boom del lattice in quella parte dell'Asia.

## Struttura

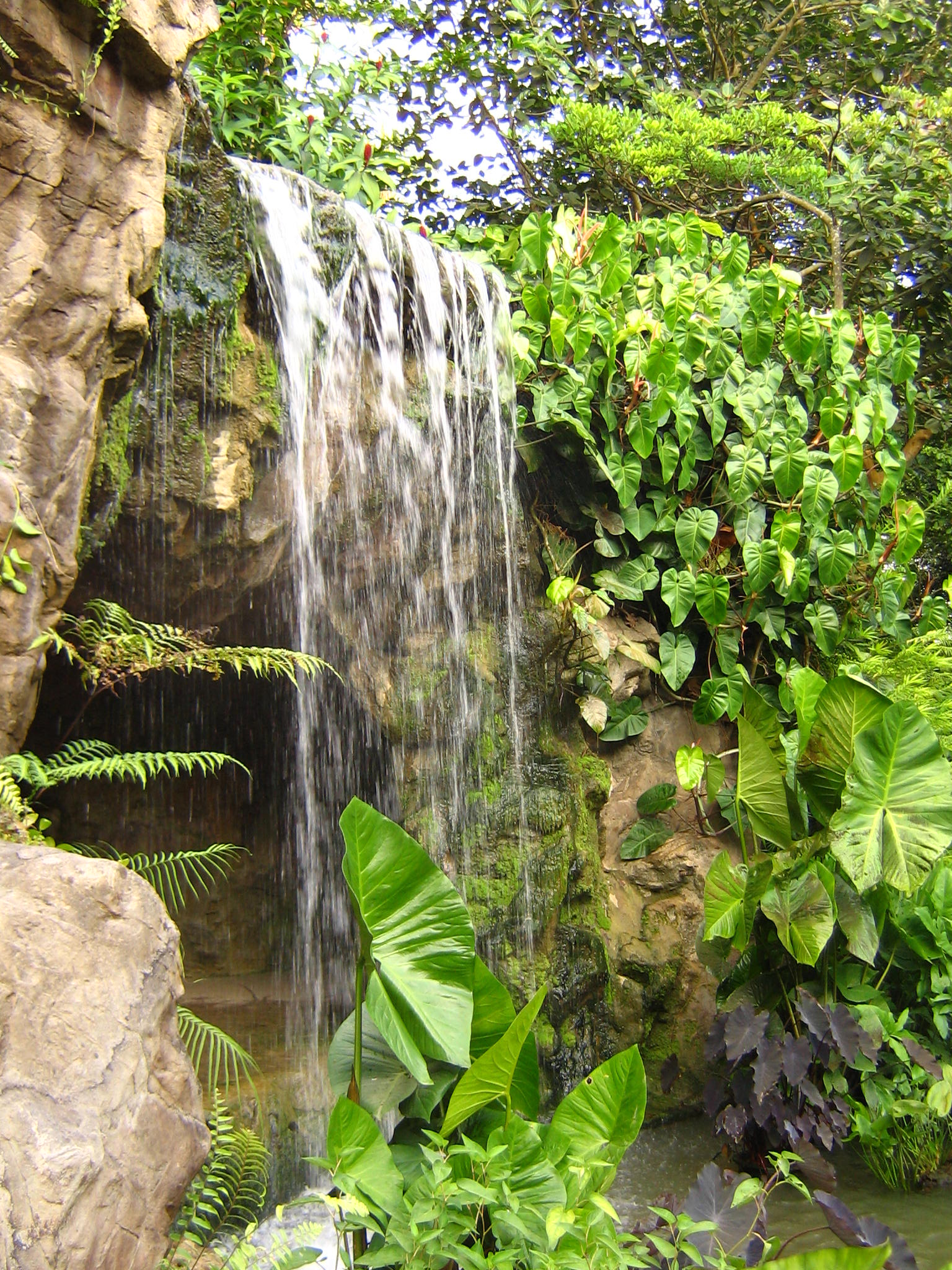
La cascata nel giardino dello zenzero.

I giardini sono suddivisi in aree di interesse:

### Il giardino dello zenzero
Accanto al giardino nazionale delle orchidee, questo giardino raggruppa diversi membri della famiglia delle Zingiberaceae. Il giardino, aperto nel 2003, ospita inoltre una cascata artificiale.

### Il giardino nazionale delle orchidee

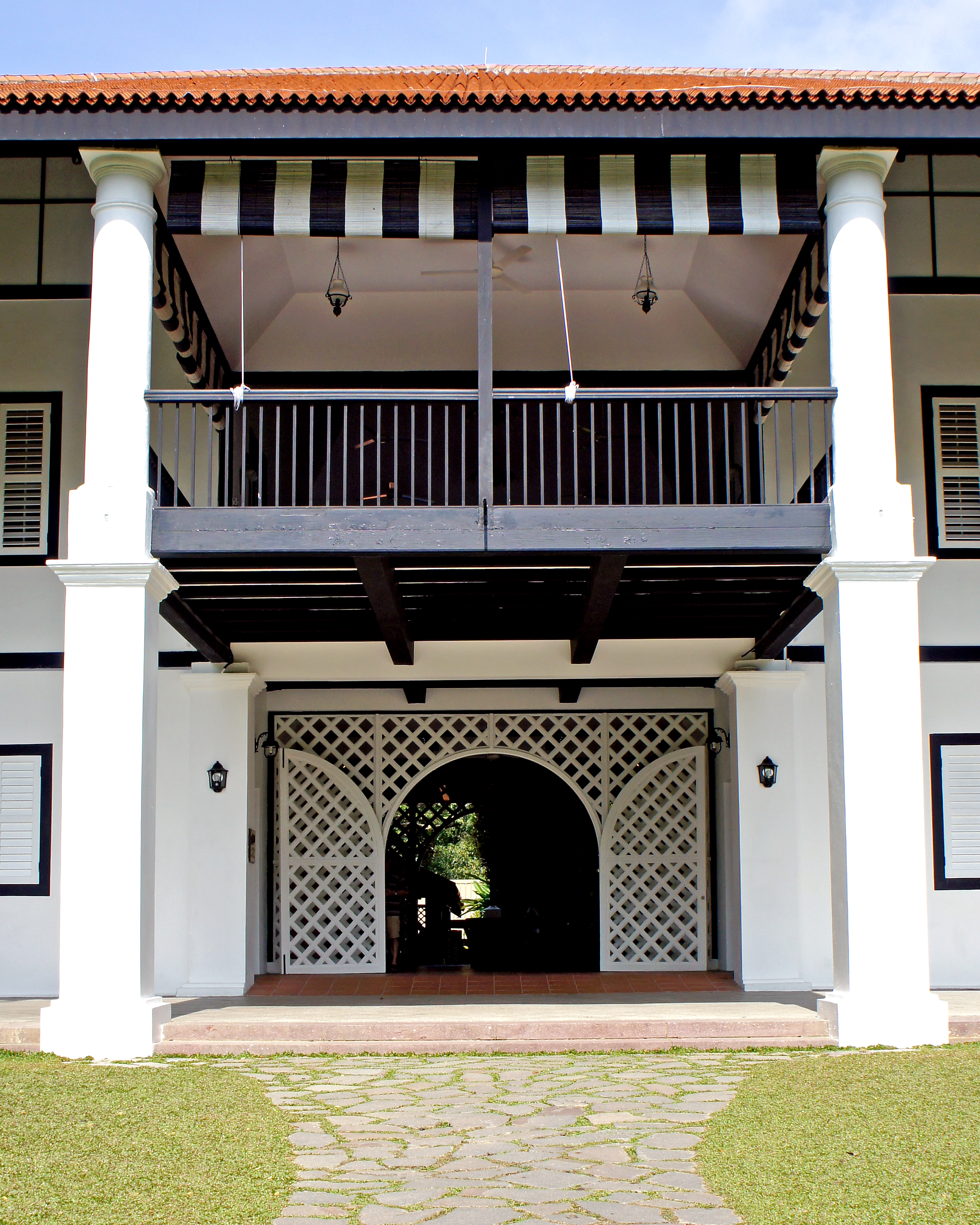
La Burkill Hall.

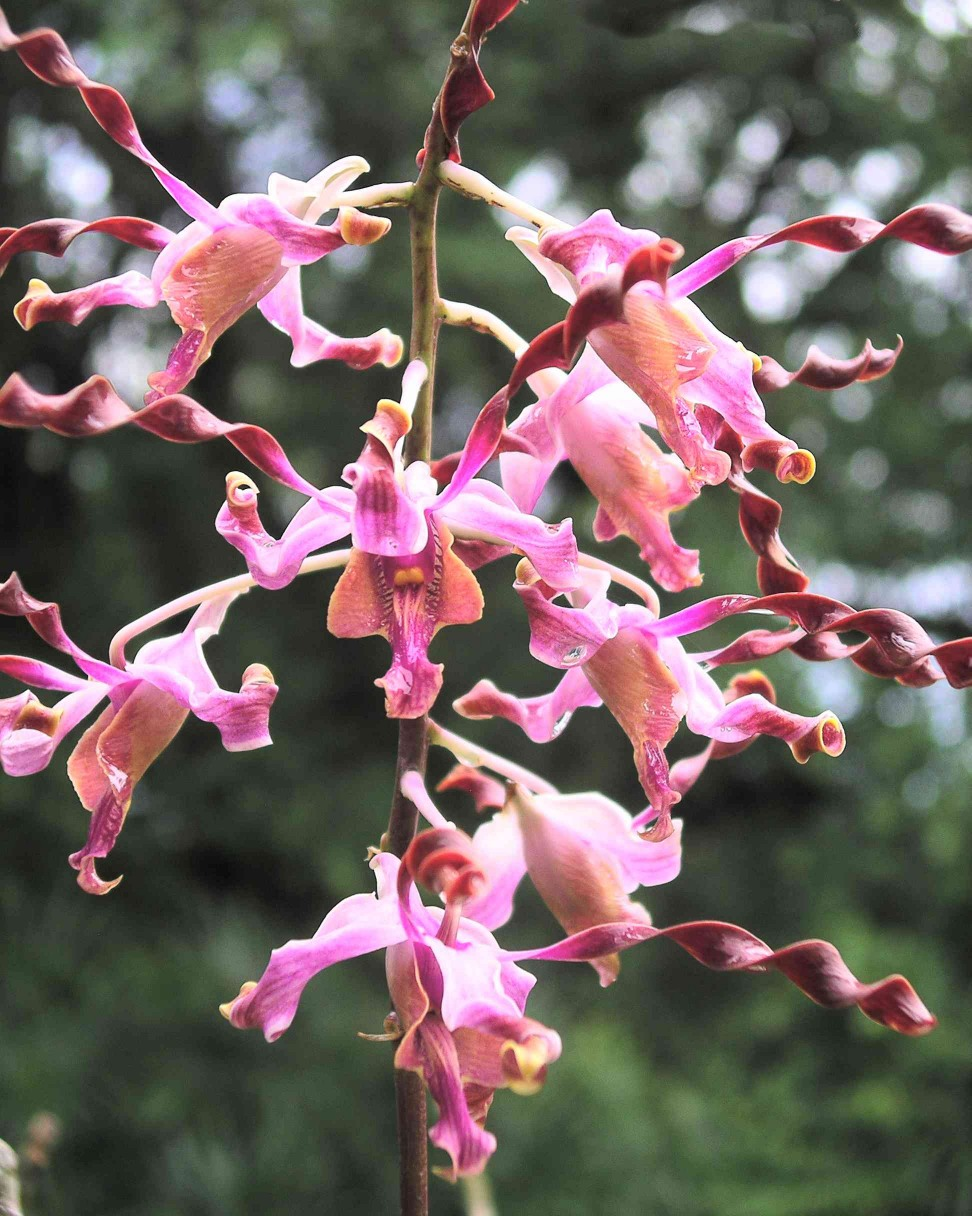
La Dendrobium Margaret Thatcher, ibrido creato in onore della visita dell'allora primo ministro del Regno Unito.

È sicuramente l'area più interessante del grande orto botanico: si estende su 3 ettari di terreno collinoso e permette di vedere più di mille specie di orchidee e 2000 ibridi.
Al suo interno si possono trovare diverse attrazioni:
Burkill Hall: Casa coloniale costruita nel 1868. L'abitazione era utilizzata dal direttore ed ha preso il nome da Isaac e Humphrey Burkill, padre e figlio che hanno ricoperto entrambi la carica di direttore dei Giardini Botanici di Singapore. Nel 2015 è stata ridipinta di bianco per sottolineare le sue origine di magione da piantagione aglo-malese, l'ultima del suo genere nella regione.
La casa è, ad oggi, utilizzata come location per le nozze; il piano terra invece è utilizzato come mostra, vi si possono trovare informazioni sulle specie di ibridi che prendono il nome da personaggi famosi che hanno visitato i Giardini.
VIP Orchid Garden: si trova sul retro della Burkill Hall e sono messe in mostra le orchidee che prendono il nome da personaggi famosi. Le più note sono la Dendrobium Memoria Principessa Diana, Dendrobium Margaret Thatcher, Renantanda Akihito, Dendrobium Masako Kotaishi Hidenka, Dendrobium Elisabetta e Vanda Gloria Macapagal-Arroyo.
Singapore ha creato un vero e proprio programma di diplomazia basato sulle orchidee; oltre 100 celebrità, ambasciatori e capi di stato sono stati onorati dal programma con un ibrido.
Orchidarium: l'Orchidarium ospita specie naturali in ambienti tropicali.
Tan Hoon Siang Misthouse: Tan Hoon Siang era discendente di Tan Tock Seng, filantropo e fondatore del Tan Tock Seng Hospital. La serra contiene una collezione colorata di diversi ibridi di orchidea. Ha, inoltre, una piccola collezione di orchidee profumate.
Lady Yuen-Peng McNeice Bromeliad House: nella Casa Bromeliad, che prende il nome dal suo sponsor, si possono vedere piante dalla famiglia delle Bromeliaceae (tra cui anche l'ananas). Questa collazione unica è stata acquistata dalla Shelldance Nursery negli Stati Uniti d'America nel 1994.
Coolhouse: questa serra cerca di ricreare l'ambiente delle foreste tropicali degli altopiani e mette in mostra specie di orchidee e painte carnivore che si trovano solo in queste regioni.

### La foresta pluviale
I Giardini Botanici di Singapore hanno una piccola foresta pluviale di circa sei ettari.
Singapore è una delle due uniche città al mondo ad avere una foresta pluviale all'interno di un'area urbana, l'altra è Rio de Janeiro con il Parco nazionale della Tijuca.

## Bene Protetto dall'UNESCO
La prima candidatura ufficiale per i Gardini botanici di Singapore come Patrimonio dell'Umanità è stata registrata dall'UNESCO nel gennaio 2014. La candidatura sottolineava l'importanza storica e culturale dei giardini ed i suoi successi nella conservazione e nella ricerca.
Il 4 luglio 2015, a Bonn, la 39º sessione del Comitato per il patrimonio dell'umanità ha deliberato sulla candidatura di Singapore, con 21 voti favorevoli.
I Giardini sono il primo e unico giardino botanico tropicale nella lista dei siti nominati Patrimonio dell'Umanità e terzo giardino botanico ad essere inserito nell'elenco, dopo Kew Gardens in Inghilterra e l'Orto botanico di Padova in Italia.
Il riconoscimento è stato visto come un giusto tributo ai Giardini in occasione dei 50 anni di indipendenza della nazione.